# Plíseň salátová
Plíseň salátová (Bremia lactucae) je parazitická řasovka (oomyceta), způsobující onemocnění rostlin. Hostitelskými rostlinami jsou příslušníci druhy rodu Lactuca (salát a podobně), zpravidla nenapadá čekanku a štěrbák.

## Životní cyklus
Během vegetace se rozšiřuje sporangiemi a konidiemi. Sporangia jsou jednobuněčné, okrouhlého až vejčitého tvaru. Konidiofory jsou dichotomicky větvené. Primární napadení na počátku roku se odehrává oosporami přezimujícími na rostlinných zbytcích. Šíření během vegetace sporangii je možné větrem, ale i dešťovými kapkami. K vyklíčení spor je třeba 5-7 hodinové ovlhčení listů a teplota 10-21 °C. Při nižší teplotě musí být ovlhčeny déle. Optimální teplota pro infekci rostlin je 15 °C, pro sporulaci 16-22 °C. Příznaky napadení se objevují nejdříve za 5 dnů. Mycelium proniká do rostlin přes průduchy na listech a dále se šíří v napadených pletivech intercelulárně.

## Onemocnění
Příznaky napadení rostliny plísní salátovou jsou skvrny na horní straně listů. Vznikají bledé, nažloutlé skvrny různé velikosti které u starších listů bývají často ohraničeny silnějšími nervy. Při silnějším napadení se mohu skvrny sjednotit a zasahovat celou listovou plochu. Na rubové straně listu se v místě skvrn objevuje bílý porost konidioforů s konidiemi. Tyto skvrny za sucha hnědnou a za vlhka probíhá hnilobný rozklad. V pokročilé fázi napadení infikovaná místa nekrotizují. Při zasažení celé rostliny, takto napadený jedinec odumírá. Za vlhkého počasí se skvrny objevují na okrajových listech, v semenných porostech dokonce i na soukvětí.
Plíseň salátová poškozuje rostliny ve všech vývojových fázích. Napadené sazenice odumírají či krní. Tržní hodnota sklizených produktů je v důsledku skvrnitosti listů značně snížená.
Za chladného vlhkého počasí je nutno počítat s možností epidemického výskytu choroby. Sucho snižuje infekční tlak. Obzvláště náchylný je salát „máslový“ a listový.

## Ochrana
Nepřímá: Velkou pozornost je třeba věnovat zavlažování ve skleníku a zabránit dlouhodobému ovlhčení listů např. pomocí ventilátorů. Preventivně je třeba dodržovat dostatečné vzdálenosti mezi rostlinami umožňující jejich rychlé osychání a vybírat odrůdy rezistentní vůči vysoce virulentním typům plísně salátové. V současné době je známo 16 ras. 

Přímá: Během předpěstování a po výsadbě sazenic je možná preventivní zálivka fungicidy. Při výskytu onemocnění lze použít systemické fungicidy ještě 3 týdny před sklizní.